# Prionopelta punctulata
Prionopelta punctulata är en myrart som beskrevs av Mayr 1866. Prionopelta punctulata ingår i släktet Prionopelta och familjen myror. Inga underarter finns listade i Catalogue of Life.

## Bildgalleri

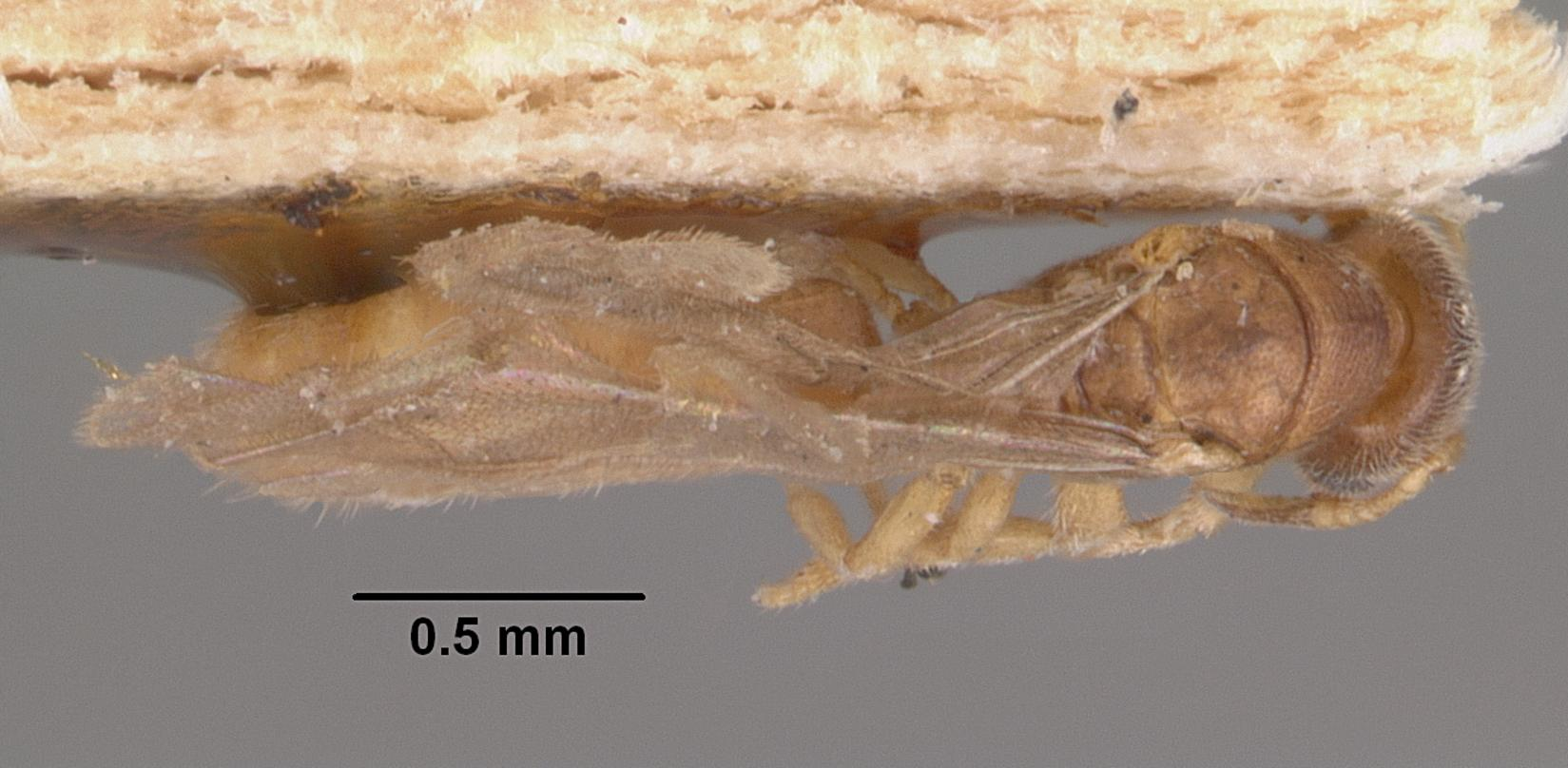
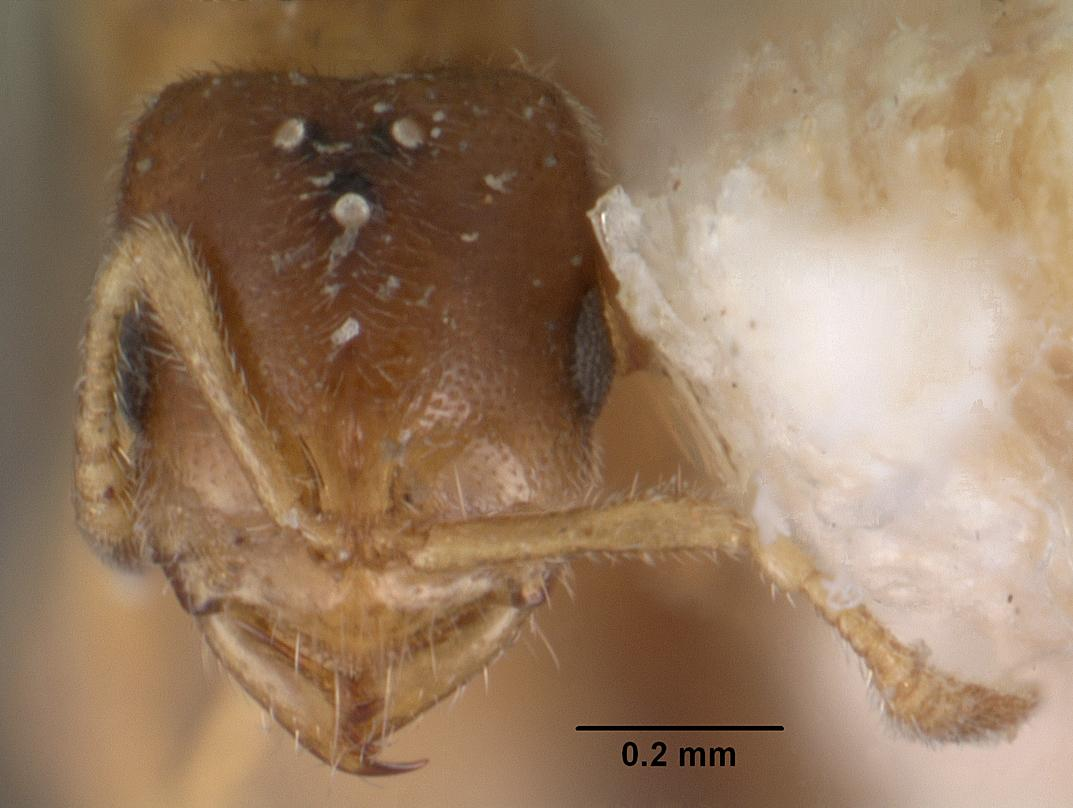
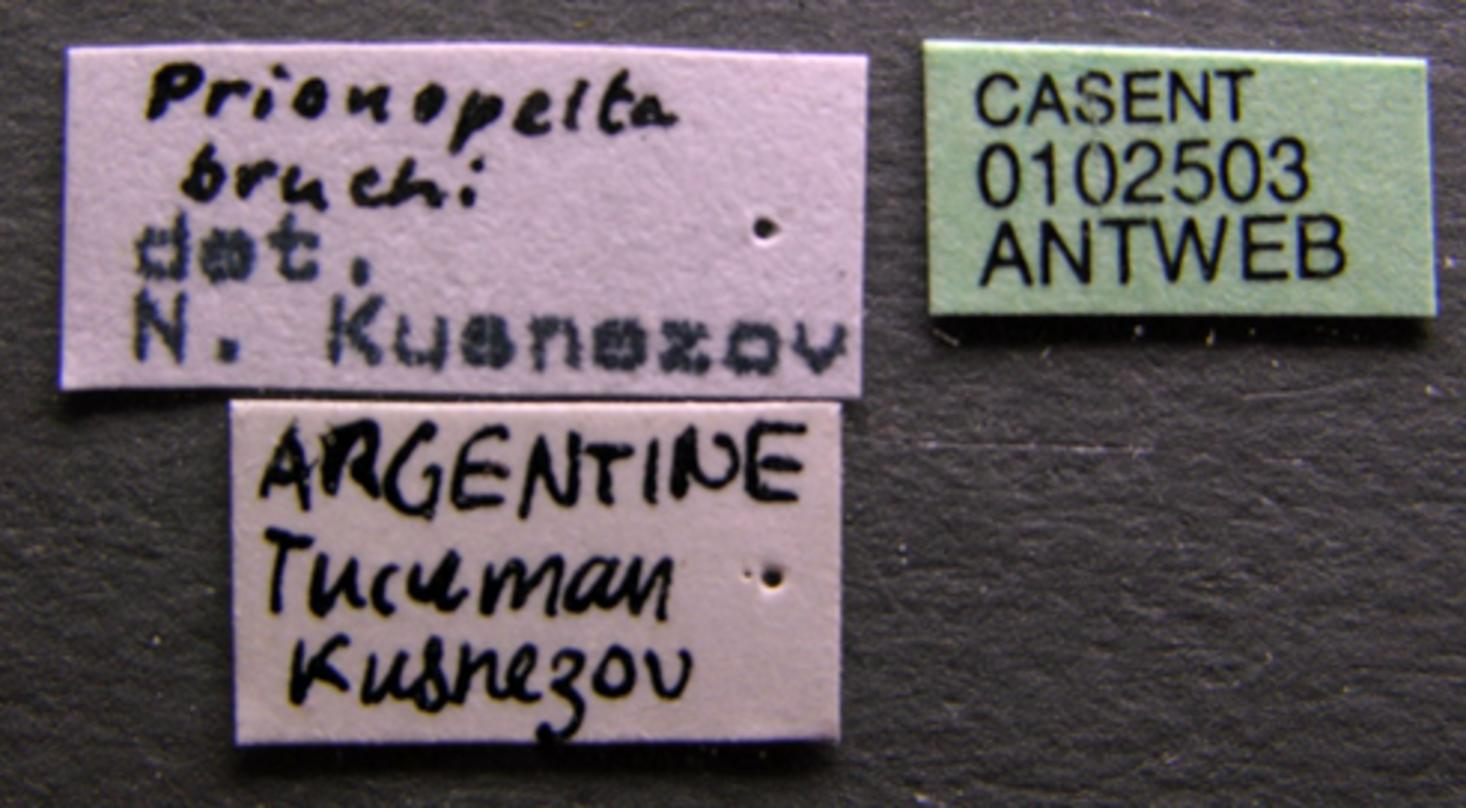
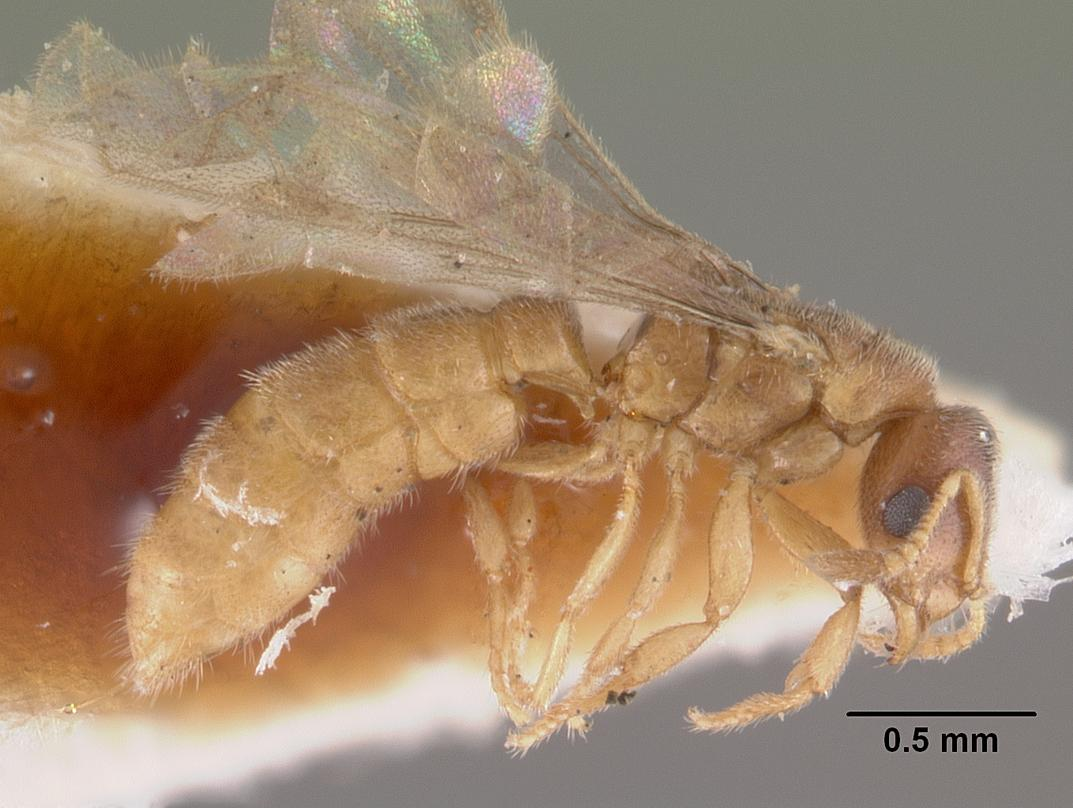
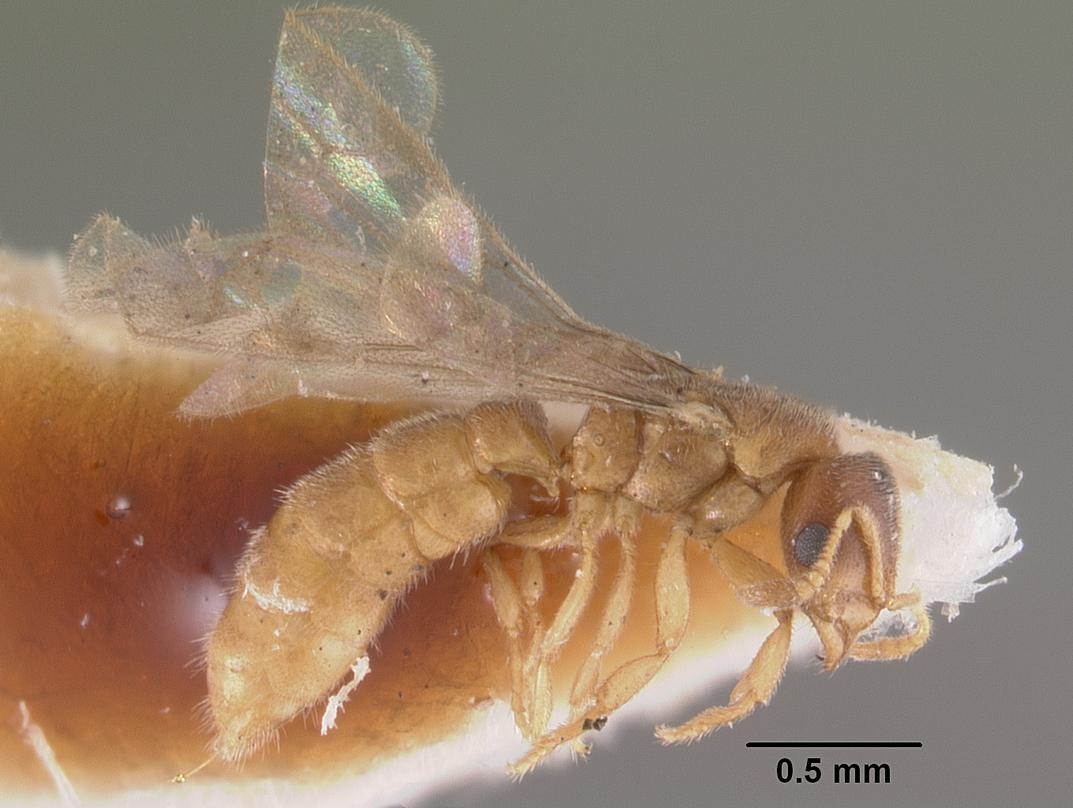
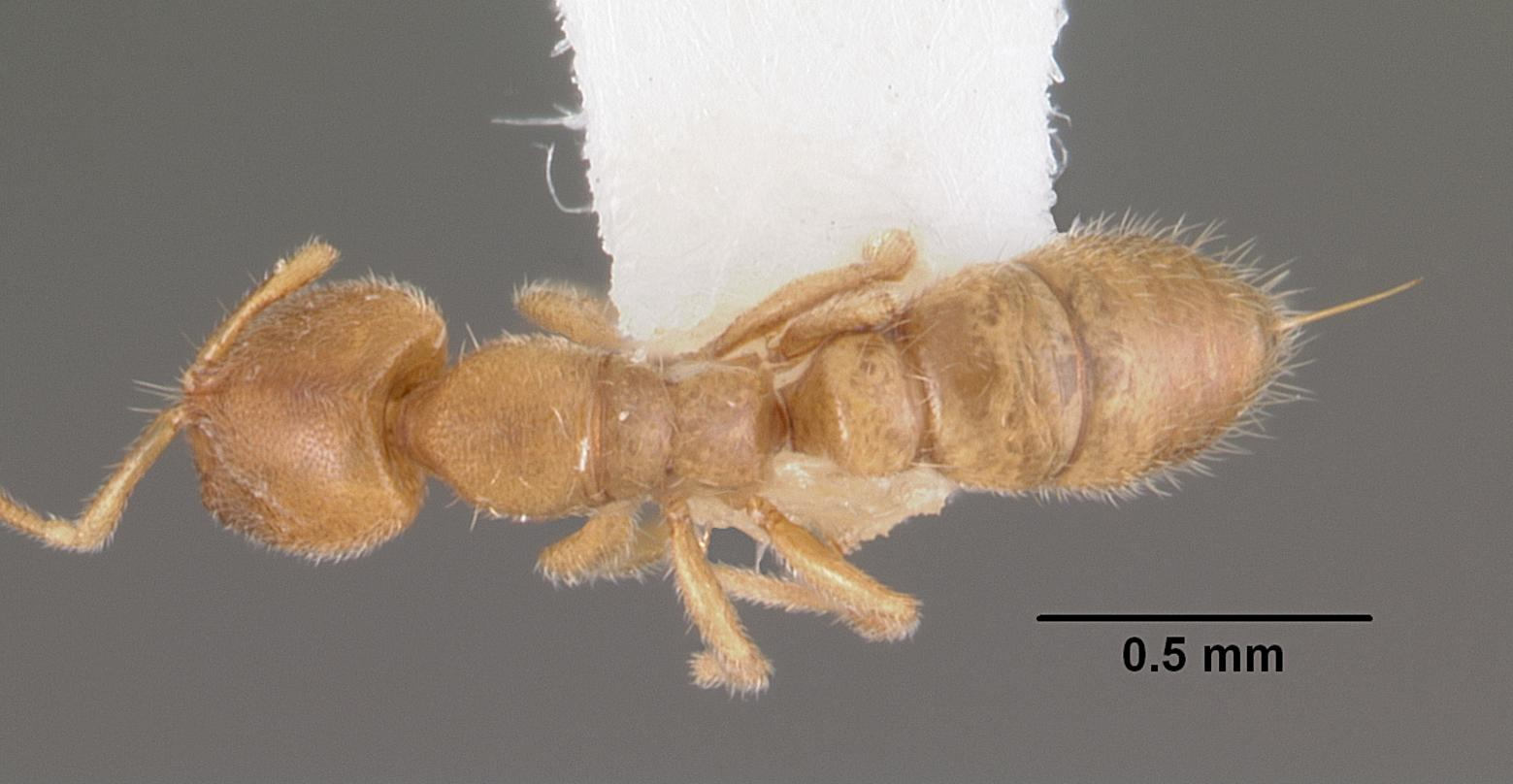